# Stazione di Valcesura
La stazione di Valcesura è una fermata ferroviaria di superficie della ferrovia Ferrara-Codigoro, ubicata nel territorio del comune di Fiscaglia, nei pressi della frazione Valcesura.

## Strutture e impianti
La stazione è gestita da Ferrovie Emilia-Romagna.
La struttura è costituita da un fabbricato viaggiatori, mentre il piazzale del ferro è dotato di un unico binario ferroviario.

## Movimento
La stazione è servita dai treni regionali svolti da Trenitalia Tper nell'ambito del contratto di servizio stipulato con la regione Emilia-Romagna.
A novembre 2019, la stazione risultava frequentata da un traffico giornaliero medio di circa 14 persone (8 saliti + 6 discesi).